# Taekwondo aux Jeux africains de 1987
Navigation
1991
Les compétitions de taekwondo aux Jeux africains de 1987 ont lieu du 1er au 12 août 1987 à Nairobi, au Kenya.

## Médaillés

### Hommes
| Épreuves | Or                    | Argent                 | Bronze              |
| -------- | --------------------- | ---------------------- | ------------------- |
| - 50 kg  | Anthony Mensah (GHA)  | Lepasa (LES)           | Chrispin (KEN)      |
| - 54 kg  | John Kariuki (KEN)    | Innocent Mthembu (SWZ) | Ernest Olayo (KEN)  |
| - 58 kg  | John Phafoli (GHA)    | Michel Amenu (GHA)     | Henry Bwire (KEN)   |
| - 64 kg  | Molise Tau (LES)      | Felix Ayensu (GHA)     | John Njoroge (KEN)  |
| - 70 kg  | Dominic Kim (NGA)     | Tyrone Lapidos (SWZ)   | Patrick Ngana (KEN) |
| - 76 kg  | Osborne Kunene (SWZ)  | George Ashiru (NGA)    | -                   |
| - 83 kg  | Anthony Ilukhor (NGA) | Letsie (LES)           | John Mboya (KEN)    |
| + 83 kg  | Pius Ilukhor (NGA)    | Patoli Mahao (LES)     | -                   |